# Bayerische Badmintonmeisterschaft
Bayerische Badmintonmeisterschaften werden seit der Saison 1955/1956 ausgetragen. Sie stellten in den ersten Jahren die zweithöchste Meisterschaftsebene im Badminton in Deutschland dar und waren die direkte Qualifikation für die deutschen Meisterschaften. Mit der Einführung der Süddeutschen Badmintonmeisterschaften in der Saison 1961/1962 wurden die Titelkämpfe um eine Ebene tiefergestellt.

## Titelträger
| Saison    | Herreneinzel                                | Dameneinzel                                  | Herrendoppel | Damendoppel                                                                             | Mixed |
| --------- | ------------------------------------------- | -------------------------------------------- | --- | --------------------------------------------------------------------------------------- | --- |
| 1956      | Willi Barth (PSV München)                   | Magda Schreiner (1. BC München)              | Willi Barth Forster (PSV München)                                                                               | Magda Schreiner (1. BC München) Memminger (1. BC München)                               | Wagatha (PSV München) Evi Wagatha (PSV München)                                                                 |
| 1957      | Willi Barth (TSV Neuhausen-Nymphenburg)     | Evi Wagatha (MTV München 1879)               | Gero Maier (TuS Prien) Paul Wöhrer (TuS Prien)                                                                  | Massinger (PSV München) Wittmann (PSV München)                                          | Willi Barth (TSV Neuhausen-Nymphenburg) Rüttner (TSV Neuhausen-Nymphenburg)                                     |
| 1958      | Willi Barth (TSV Neuhausen-Nymphenburg)     | Inge Ostertag (TSG Augsburg 85)              | Willi Barth (TSV Neuhausen-Nymphenburg) Forster (TSV Neuhausen-Nymphenburg)                                     | Inge Ostertag (TSG Augsburg 85) Hertha Schaner (TSG Augsburg 85)                        | Willi Barth (PSV München) Massinger (TSV Neuhausen-Nymphenburg) (PSV München)                                   |
| 1959      | Wolfgang Blümel (MTV München 1879)          | Inge Herrmann (Jahn Nürnberg)                | Gero Maier (TuS Prien) Paul Wöhrer (TuS Prien)                                                                  | Inge Ostertag (TSG Augsburg 85) Hertha Schaner (TSG Augsburg 85)                        | Forster (TSV Neuhausen-Nymphenburg) Evi Wagatha (MTV München 1879)                                              |
| 1960      | Gero Maier (TuS Prien)                      | Heidi Reuß (TSV Neuhausen-Nymphenburg)       | Wolfgang Blümel (MTV München 1879) Rupert Liebl (MTV München 1879)                                              | Inge Ostertag (TSG Augsburg 85) Hertha Schaner (TSG Augsburg 85)                        | Rupert Liebl (MTV München 1879) Klein (MTV München 1879)                                                        |
| 1961      | Gero Maier (TuS Prien)                      | Heidi Reuß (TSV Neuhausen-Nymphenburg)       | Gero Maier (TuS Prien) Paul Wöhrer (TuS Prien)                                                                  | Kronthaler (TSG Augsburg 85) Hertha Schaner (TSG Augsburg 85)                           | Rupert Liebl (MTV München 1879) Heide Bichler (MTV München 1879)                                                |
| 1962      | Günter Ledderhos (MTV München 1879)         | Heidi Reuß (TSV Neuhausen-Nymphenburg)       | Gero Maier (MTV München 1879) Rupert Liebl (MTV München 1879)                                                   | Renate Uschold (MTV München 1879) Edeltraud Hefter (TuS Prien)                          | Später (TSV Neuhausen-Nymphenburg) Heidi Reuß (TSV Neuhausen-Nymphenburg)                                       |
| 1963      | Franz Beinvogl (MTV München 1879)           | Ursula Verhoefen (MTV München 1879)          | Franz Beinvogl (MTV München 1879) Hartmann (MTV München 1879)                                                   | Heidi Menacher (TSV Neuhausen-Nymphenburg) Edeltraud Hefter (TSV Neuhausen-Nymphenburg) | Günter Ledderhos (MTV München 1879) Anke Witten (MTV München 1879)                                              |
| 1964      | Franz Beinvogl (MTV München 1879)           | Edeltraud Hefter (TSV Neuhausen-Nymphenburg) | Franz Beinvogl (MTV München 1879) Günter Ledderhos (MTV München 1879)                                           | Heidi Menacher (TSV Neuhausen-Nymphenburg) Edeltraud Hefter (TSV Neuhausen-Nymphenburg) | Helmut Neuz (TSG Augsburg 85) Inge Abbt (TSG Augsburg 85)                                                       |
| 1965      | Franz Beinvogl (MTV München 1879)           | Heidi Menacher (TSV Neuhausen-Nymphenburg)   | Franz Beinvogl (MTV München 1879) Rupert Liebl (MTV München 1879)                                               | Ursula Verhoefen (MTV München 1879) Anke Witten (MTV München 1879)                      | Siegfried Betz (MTV München 1879) Anke Witten (MTV München 1879)                                                |
| 1966      | Franz Beinvogl (MTV München 1879)           | Ursula Verhoefen (MTV München 1879)          | Franz Beinvogl (MTV München 1879) Rupert Liebl (MTV München 1879)                                               | Ursula Verhoefen (MTV München 1879) Wolfmüller (MTV München 1879)                       | Siegfried Betz (MTV München 1879) Anke Witten (MTV München 1879)                                                |
| 1967      | Siegfried Betz (MTV München 1879)           | Anke Witten (MTV München 1879)               | Erich Eikelkamp (MTV München 1879) Rupert Liebl (MTV München 1879)                                              | Lydia Ledderhos (MTV München 1879) Inge Mönch (MTV München 1879)                        | Siegfried Betz (MTV München 1879) Anke Witten (MTV München 1879)                                                |
| 1968      | Siegfried Betz (MTV München 1879)           | Anke Witten (MTV München 1879)               | Wend-Uwe Boeckh-Behrens (PSV Würzburg) Wolfgang Siedler (PSV Würzburg)                                          | Anke Witten (MTV München 1879) Heidi Menacher (MTV München 1879)                        | Siegfried Betz (MTV München 1879) Anke Witten (MTV München 1879)                                                |
| 1969      | Siegfried Betz (MTV München 1879)           | Helga Zolnhofer (PSV Würzburg)               | Wend-Uwe Boeckh-Behrens (PSV Würzburg) Wolfgang Siedler (PSV Würzburg)                                          | Helga Zolnhofer (PSV Würzburg) Christa Feser (PSV Würzburg)                             | Wend-Uwe Boeckh-Behrens (PSV Würzburg) Helga Zolnhofer (PSV Würzburg)                                           |
| 1970      | Siegfried Betz (MTV München 1879)           | Anke Betz (MTV München 1879)                 | Wend-Uwe Boeckh-Behrens (PSV Würzburg) Wolfgang Siedler (PSV Würzburg)                                          | Anke Betz (MTV München 1879) Inge Mönch (MTV München 1879)                              | Siegfried Betz (MTV München 1879) Anke Betz (MTV München 1879)                                                  |
| 1971      | Siegfried Betz (MTV München 1879)           | Anke Betz (MTV München 1879)                 | Franz Beinvogl (MTV München 1879) Erich Eikelkamp (MTV München 1879)                                            | Anke Betz (MTV München 1879) Inge Mönch (MTV München 1879)                              | Franz Beinvogl (MTV München 1879) Inge Mönch (MTV München 1879)                                                 |
| 1972      | Otto Eckarth (PSV Rosenheim)                | Anke Betz (MTV München 1879)                 | Wend-Uwe Boeckh-Behrens (PSV Rosenheim) Maderer (PSV Würzburg) (PSV Rosenheim)                                  | Heidi Menacher (TSV Neuhausen-Nymphenburg) Christa Feser (MTV München 1879)             | Günter Swoboda (MTV München 1879) Inge Mönch (MTV München 1879)                                                 |
| 1973      | Siegfried Betz (MTV München 1879)           | Anke Betz (MTV München 1879)                 | Wend-Uwe Boeckh-Behrens (PSV Würzburg) Siegfried Betz (MTV München 1879)                                        | Heidi Menacher (TSV Neuhausen-Nymphenburg) Christa Feser (MTV München 1879)             | Siegfried Betz (MTV München 1879) Heidi Menacher (TSV Neuhausen-Nymphenburg)                                    |
| 1974      | Wend-Uwe Boeckh-Behrens (PSV Würzburg)      | Anke Betz (MTV München 1879)                 | Franz Beinvogl (MTV München 1879) Günter Swoboda (MTV München 1879)                                             | Anke Betz (MTV München 1879) Christa Feser (MTV München 1879)                           | Franz Beinvogl (MTV München 1879) Anke Betz (MTV München 1879)                                                  |
| 1975      | Otto Eckarth (PSV Rosenheim)                | Helga Zolnhofer (TG Zell)                    | Franz Beinvogl (MTV München 1879) Günter Swoboda (MTV München 1879)                                             | Heidi Menacher (TSV Neuhausen-Nymphenburg) Helga Zolnhofer (TG Zell)                    | Franz Beinvogl (MTV München 1879) Anke Betz (MTV München 1879)                                                  |
| 1976      | Otto Eckarth (PSV Rosenheim)                | Anke Betz (MTV München 1879)                 | Franz Beinvogl (MTV München 1879) Günter Swoboda (MTV München 1879)                                             | Anke Betz (MTV München 1879) Christa Feser (MTV München 1879)                           | Franz Beinvogl (MTV München 1879) Anke Betz (MTV München 1879)                                                  |
| 1977      | Otto Eckarth (PSV Rosenheim)                | Helga Zolnhofer (TG Zell)                    | Franz Beinvogl (MTV München 1879) Günter Swoboda (MTV München 1879)                                             | Christa Feser (MTV München 1879) B. Selinger (MTV München 1879)                         | Franz Beinvogl (MTV München 1879) Helga Zolnhofer (TG Zell)                                                     |
| 1978      | Fritz Hotze (MTV München 1879)              | Helga Zolnhofer (TG Zell)                    | Franz Beinvogl (MTV München 1879) Günter Swoboda (MTV München 1879)                                             | Helga Zolnhofer (TG Zell) Uschi Neumann (PSV Rosenheim)                                 | Günter Swoboda (MTV München 1879) Christa Feser (MTV München 1879)                                              |
| 1979      | Fritz Hotze (MTV München 1879)              | Anke Betz (MTV München 1879)                 | Fritz Hotze (MTV München 1879) Gerhard Treitinger (SV Fortuna Regensburg)                                       | Helga Zolnhofer Schirm (TG Zell)                                                        | Günter Swoboda (MTV München 1879) Christa Feser (MTV München 1879)                                              |
| 1980      | Peter Streit (PSV Rosenheim)                | Uschi Neumann (PSV Rosenheim)                | Wend-Uwe Boeckh-Behrens (BV Bayreuth) Gerhard Treitinger (SV Fortuna Regensburg)                                | Erika Meisenhälter (1. BC München) Edeltraud Schwarz (1. BC München)                    | Günter Swoboda (MTV München 1879) Christa Feser (MTV München 1879)                                              |
| 1981      | Günter Müller (PSV Rosenheim)               | Sonja Krüger (PSV Würzburg)                  | Wolfgang Siedler (TG Zell) Thomas Herttrich (TG Zell)                                                           | Uschi Neumann (PSV Rosenheim) Carola Mühlberger (PSV Rosenheim)                         | Armin Hartmann (SV Fortuna Regensburg) Uschi Haase (SV Fortuna Regensburg)                                      |
| 1982      | Thomas Herttrich (TG Zell)                  | Helga Zolnhofer (TG Zell)                    | Alexander Schilling (SV Fortuna Regensburg) Armin Hartmann (SV Fortuna Regensburg)                              | Uschi Haase (SV Fortuna Regensburg) Sonja Krüger (PSV Würzburg)                         | Thomas Herttrich (TG Zell) Helga Zolnhofer (TG Zell)                                                            |
| 1983      | Klaus Treitinger (SV Fortuna Regensburg)    | Birgit Schilling (SV Fortuna Regensburg)     | Gerhard Treitinger (SV Fortuna Regensburg) Rolf Rüsseler (SV Fortuna Regensburg)                                | Birgit Schilling (SV Fortuna Regensburg) Sabine Schilling (MTV Schrobenhausen)          | Armin Hartmann (SV Fortuna Regensburg) Uschi Haase (SV Fortuna Regensburg)                                      |
| 1984      | Thomas Herttrich (SGS Erlangen)             | Birgit Schilling (SV Fortuna Regensburg)     | Gerhard Treitinger (SV Fortuna Regensburg) Klaus Treitinger (SV Fortuna Regensburg)                             | Erika Meisenhälter (1. BC München) Edeltraud Schwarz (1. BC München)                    | Thomas Herttrich (SGS Erlangen) Uschi Haase (SGS Erlangen)                                                      |
| 1985      | Rolf Rüsseler (SGS Erlangen)                | Birgit Schilling (SV Fortuna Regensburg)     | Gerhard Treitinger (SV Fortuna Regensburg) Klaus Treitinger (SV Fortuna Regensburg)                             | Birgit Schilling (SV Fortuna Regensburg) Sabine Schilling (SV Fortuna Regensburg)       | Thomas Herttrich (SGS Erlangen) Uschi Haase (SGS Erlangen)                                                      |
| 1986      | Gerhard Treitinger (SV Fortuna Regensburg)  | Birgit Schilling (SV Fortuna Regensburg)     | Gerhard Treitinger (SV Fortuna Regensburg) Klaus Treitinger (SV Fortuna Regensburg)                             | Birgit Schilling (SV Fortuna Regensburg) Sabine Schilling (SV Fortuna Regensburg)       | Thomas Herttrich (SGS Erlangen) Uschi Haase (SGS Erlangen)                                                      |
| 1987      | Gerhard Treitinger (SV Fortuna Regensburg)  | Birgit Schilling (SV Fortuna Regensburg)     | Gerhard Treitinger (SV Fortuna Regensburg) Klaus Treitinger (SV Fortuna Regensburg)                             | Anne-Katrin Seid (SV Fortuna Regensburg) Heike Hallof (SV Fortuna Regensburg)           | Markus Keck (SV Fortuna Regensburg) Anne-Katrin Seid (SV Fortuna Regensburg)                                    |
| 1988      | Gerhard Treitinger (SV Fortuna Regensburg)  | Anne-Katrin Seid (SV Fortuna Regensburg)     | Markus Keck (SV Fortuna Regensburg) Klaus Treitinger (SV Fortuna Regensburg)                                    | Anne-Katrin Seid (SV Fortuna Regensburg) Helga Zolnhofer (TG Zell)                      | Markus Keck (SV Fortuna Regensburg) Anne-Katrin Seid (SV Fortuna Regensburg)                                    |
| 1989      | Markus Keck (SV Fortuna Regensburg)         | Elke Drews (SV Fortuna Regensburg)           | Markus Keck (SV Fortuna Regensburg) Klaus Treitinger (SV Fortuna Regensburg)                                    | Anne-Katrin Seid (SV Fortuna Regensburg) Elke Drews (SV Fortuna Regensburg)             | Michael Keck (SV Fortuna Regensburg) Carola Lanzinger (PSV Rosenheim)                                           |
| 1990      | Markus Keck (SV Fortuna Regensburg)         | Birgit Schilling (SV Fortuna Regensburg)     | Michael Keck (SV Fortuna Regensburg) Klaus Treitinger (SV Fortuna Regensburg)                                   | Birgit Schilling (SV Fortuna Regensburg) Carola Lanzinger (PSV Rosenheim)               | Michael Keck (SV Fortuna Regensburg) Anne-Katrin Seid (SV Fortuna Regensburg)                                   |
| 1991      | Markus Keck (SV Fortuna Regensburg)         | Birgit Schilling (SV Fortuna Regensburg)     | Markus Keck (SV Fortuna Regensburg) Michael Deuerling (SV Fortuna Regensburg)                                   | Birgit Schilling (SV Fortuna Regensburg) Carola Lanzinger (PSV Rosenheim)               | Michael Keck (SV Fortuna Regensburg) Birgit Schilling (SV Fortuna Regensburg)                                   |
| 1992      | Markus Keck (SV Fortuna Regensburg)         | Birgit Schilling (PSV Rosenheim)             | Markus Keck (SV Fortuna Regensburg) Michael Deuerling (SV Fortuna Regensburg)                                   | Birgit Schilling (PSV Rosenheim) Carola Lanzinger (PSV Rosenheim)                       | Michael Deuerling (SV Fortuna Regensburg) Carola Lanzinger (PSV Rosenheim)                                      |
| 1993      | Markus Keck (SV Fortuna Regensburg)         | Birgit Schilling (SV Fortuna Regensburg)     | Markus Keck (SV Fortuna Regensburg) Klaus Treitinger (SV Fortuna Regensburg)                                    | Susanne Höfle (ESV Neuaubing) C. Koch (ESV Neuaubing)                                   | Markus Keck (SV Fortuna Regensburg) Birgit Schilling (SV Fortuna Regensburg)                                    |
| 1994      | Markus Keck (SV Fortuna Regensburg)         | Susanne Höfle (ESV Neuaubing)                | Markus Keck (SV Fortuna Regensburg) Frank Weber (SV Fortuna Regensburg)                                         | Brigitte Menacher (TSV Neuhausen-Nymphenburg) Elke Hintermayr (TV Dillingen)            | Markus Keck (SV Fortuna Regensburg) Carola Lanzinger (PSV Rosenheim)                                            |
| 1995      | Klaus Treitinger (SV Fortuna Regensburg)    | Sibylle Holz (TSV Neuhausen-Nymphenburg)     | Klaus Treitinger (SV Fortuna Regensburg) Gerhard Treitinger (SV Fortuna Regensburg) (TSV Neuhausen-Nymphenburg) | Anne-Katrin Seid (SV Fortuna Regensburg) Edeltraud Schwarz (SV Fortuna Regensburg)      | Klaus Treitinger (SV Fortuna Regensburg) Anne-Katrin Seid (SV Fortuna Regensburg)                               |
| 1996      | Jürgen Schmitz (TSV Neuhausen-Nymphenburg)  | Julia Suchan (SV Fortuna Regensburg)         | Jürgen Schmitz (TSV Neuhausen-Nymphenburg) Jochen Zepmeisel (TSV Neuhausen-Nymphenburg)                         | Brigitte Menacher (TSV Neuhausen-Nymphenburg) Edeltraud Schwarz (SV Fortuna Regensburg) | Jochen Zepmeisel (TSV Neuhausen-Nymphenburg) Tanja Spahr (TSV Neuhausen-Nymphenburg)                            |
| 1997      | Jürgen Schmitz (TSV Neuhausen-Nymphenburg)  | Corina Herrle (TSV Herbertshofen)            | Jürgen Schmitz (TSV Neuhausen-Nymphenburg) Jochen Zepmeisel (TSV Neuhausen-Nymphenburg)                         | Edeltraud Schwarz (TSG Augsburg 85) Heike Stohlmann (TSG Augsburg 85)                   | Jochen Zepmeisel (TSV Neuhausen-Nymphenburg) Tanja Spahr (TSV Neuhausen-Nymphenburg)                            |
| 1998      | Roman Spitko (TSV Neuhausen-Nymphenburg)    | Julia Suchan (SV Fortuna Regensburg)         | Christian Schmalhaus (SV Fortuna Regensburg) Thomas Nirschl (SV Fortuna Regensburg)                             | Edeltraud Schwarz (TSG Augsburg 85) Heike Stohlmann (TSG Augsburg 85)                   | Konstantin Dubs (TSV Neuhausen-Nymphenburg) Tanja Eberl (TSV Neuhausen-Nymphenburg)                             |
| 1999      | Roman Spitko (TSV Neuhausen-Nymphenburg)    | Julia Suchan (SV Fortuna Regensburg)         | Christian Schmalhaus (SV Fortuna Regensburg) Thomas Nirschl (SV Fortuna Regensburg)                             | Edeltraud Schwarz (TSG Augsburg 85) Heike Stohlmann (TSG Augsburg 85)                   | Konstantin Dubs (TSV Neuhausen-Nymphenburg) Tanja Eberl (TSV Neuhausen-Nymphenburg)                             |
| 2000      | Thomas Hutzler (SV Fortuna Regensburg)      | Kathrin Hoffmann (TSV Neuhausen-Nymphenburg) | Konstantin Dubs (TSV Neuhausen-Nymphenburg) Dirk Otto (TSV Neuhausen-Nymphenburg)                               | Julia Suchan (SV Fortuna Regensburg Kathrin Hoffmann TSV Neuhausen-Nymphenburg)         | Konstantin Dubs (TSV Neuhausen-Nymphenburg) Melanie Herrle (TSV Neuhausen-Nymphenburg)                          |
| 2001      | Sebastian Strödke (TSV Neubiberg-Ottobrunn) | Karoline Neumann (TSV Neuhausen-Nymphenburg) | Konstantin Dubs (TSV Neuhausen-Nymphenburg) Dirk Otto (TSV Neuhausen-Nymphenburg)                               | Karoline Neumann (TSV Neuhausen-Nymphenburg) Julia Hauber (TSG Augsburg 85)             | Sebastian Strödke (TSV Neubiberg-Ottobrunn) Karoline Neumann (TSV Neuhausen-Nymphenburg)                        |
| 2002      | Michael Fuchs (SV Fortuna Regensburg)       | Nina Dietsch (ESV Flügelrad Nürnberg)        | Sebastian Strödke (TSV Neubiberg-Ottobrunn) Markus Ewald (TSV Neubiberg-Ottobrunn)                              | Stephanie Bader (TSG Augsburg 85) Sabina Rügamer (TG Zell)                              | Markus Ewald (TSV Neubiberg-Ottobrunn) Claudia Klingelhöfer (TSV Neubiberg-Ottobrunn)                           |
| 2003      | Sebastian Strödke (TSV Neubiberg-Ottobrunn) | Julia Suchan (SV Fortuna Regensburg)         | Sebastian Strödke (TSV Neubiberg-Ottobrunn) Markus Ewald (TSV Neubiberg-Ottobrunn)                              | Edeltraud Vonmetz (SV Fortuna Regensburg) Julia Suchan (SV Fortuna Regensburg)          | Tobias Braun (TSV Neubiberg-Ottobrunn) Julia Hauber (TSV Neubiberg-Ottobrunn)                                   |
| 2004      | Felix Hoffmann (TSV Neuhausen-Nymphenburg)  | Julia Suchan (SV Fortuna Regensburg)         | Thomas Nirschl (TSV Neuhausen-Nymphenburg) Felix Hoffmann (TSV Neuhausen-Nymphenburg)                           | Stephanie Bader (TSG Augsburg 85) Tamara Teuber (TSG Augsburg 85)                       | Sebastian Strödke (TSV Neubiberg-Ottobrunn) Edeltraud Vonmetz (TSV Neubiberg-Ottobrunn) (SV Fortuna Regensburg) |
| 2005      | Felix Künzer (TSV Neubiberg-Ottobrunn)      | Julia Suchan (SV Fortuna Regensburg)         | Konstantin Dubs (TSV Neuhausen-Nymphenburg) Felix Hoffmann (TSV Neuhausen-Nymphenburg)                          | Stephanie Bader (TSG Augsburg 85) Tamara Teuber (TSG Augsburg 85)                       | Timo Courage (TSV Neubiberg-Ottobrunn) Julia Hauber (TSV Neubiberg-Ottobrunn)                                   |
| 2006      | Sebastian Strödke (TSV Neubiberg-Ottobrunn) | Kathrin Hoffmann (TSV Neuhausen-Nymphenburg) | Felix Künzer (TSV Neubiberg-Ottobrunn) Sebastian Strödke (TSV Neubiberg-Ottobrunn)                              | Kathrin Hoffmann (TSV Neuhausen-Nymphenburg) Julia Suchan (SV Fortuna Regensburg)       | Felix Hoffmann (TSV Neuhausen-Nymphenburg) Kathrin Hoffmann (TSV Neuhausen-Nymphenburg)                         |
| 2007      | Oliver Roth (PTSV Rosenheim)                | Kathrin Hoffmann (SV Fortuna Regensburg)     | Thomas Nirschl (TSV Neuhausen-Nymphenburg) Konstantin Dubs (TSV Neuhausen-Nymphenburg)                          | Julia Hauber (TSV Neubiberg-Ottobrunn) Verena Roth (TSV Neubiberg-Ottobrunn)            | Michael Hauber (TSV Neubiberg-Ottobrunn) Julia Hauber (TSV Neubiberg-Ottobrunn)                                 |
| 2008      | Oliver Roth (PTSV Rosenheim)                | Nina Dietsch (TSV 1860 Ansbach)              | Peter Käsbauer (PTSV Rosenheim) Sebastian Kreibich (PTSV Rosenheim)                                             | Elke Cramer (TV Dillingen) Heike Hamm (TSG Augsburg 85)                                 | Peter Käsbauer (PTSV Rosenheim) Oliver Roth (TSV Neubiberg-Ottobrunn)                                           |
| 2009      | Felix Künzer (TSV Neubiberg-Ottobrunn)      | Tamara Teuber (TSG Augsburg 85)              | Thomas Nirschl (TSV Neuhausen-Nymphenburg) Patrick Beier (TSV Neuhausen-Nymphenburg)                            | Elke Cramer (TV Dillingen) Tamara Teuber (TSG Augsburg 85)                              | Michael Hauber (TSV Neubiberg-Ottobrunn) Julia Hauber (TSV Neubiberg-Ottobrunn)                                 |
| 2010      | Manuel Heumann (PTSV Rosenheim)             | Tamara Teuber (PTSV Rosenheim)               | Felix Künzer (TSV Neubiberg-Ottobrunn) Sebastian Strödke (TSV Neubiberg-Ottobrunn)                              | Julia Hauber (TSV Neubiberg-Ottobrunn) Verena Roth (TSV Neubiberg-Ottobrunn)            | Felix Künzer (TSV Neubiberg-Ottobrunn) Julia Hauber (TSV Neubiberg-Ottobrunn)                                   |
| 2010 2011 | Florian Berchtenbreiter (TV Dillingen)      | Mona Emrich (TSV Neubiberg-Ottobrunn)        | Benjamin Placzek (TSV Neubiberg-Ottobrunn) Sebastian Strödke (TSV Neubiberg-Ottobrunn)                          | Barbara Bellenberg (PTSV Rosenheim) Christina Kunzmann (TSV Neuhausen-Nymphenburg)      | Michael Hauber (TSV Neubiberg-Ottobrunn) Julia Hauber (TSV Neubiberg-Ottobrunn)                                 |
| 2011 2012 | Patrick Beier (TSV Neuhausen-Nymphenburg)   | Elke Cramer (TV Dillingen)                   | Felix Künzer (TSV Neubiberg-Ottobrunn) Stephan Schindler (TSV Neubiberg-Ottobrunn)                              | Barbara Bellenberg (PTSV Rosenheim) Christina Kunzmann (TSV Lauf)                       | Felix Künzer (TSV Neubiberg-Ottobrunn) Julia Hauber (TSV Neubiberg-Ottobrunn)                                   |
| 2012 2013 | Florian Berchtenbreiter (TV Dillingen)      | Brid Stepper (BC Aschaffenburg)              | Florian Berchtenbreiter (TV Dillingen) Philip Merz (TV Dillingen)                                               | Sarah Spielmann (TV 1897 Goldbach) Brid Stepper (BC Aschaffenburg)                      | Fabian Hippold (BC Bad Königshofen) Katharina Sagstetter (BC Bad Königshofen)                                   |
| 2013 2014 | Gregory Schneider (TSV Neubiberg-Ottobrunn) | Brid Stepper (BC Aschaffenburg)              | Philipp Faust (BC Aschaffenburg) Tobias Güttinger (TV Dillingen)                                                | Julia Kunkel (PTSV Rosenheim) Helena Storch (TV Dillingen)                              | Michael Hauber (TSV Neubiberg-Ottobrunn) Julia Hauber (TSV Neubiberg-Ottobrunn)                                 |
| 2014 2015 | Florian Berchtenbreiter (TV Dillingen)      | Brid Stepper (TV 1884 Marktheidenfeld)       | Oliver Roth (PTSV Rosenheim) Michael Hauber (TSV Neubiberg-Ottobrunn)                                           | Senja Töpfer (TV 1862 Unterdürrbach) Brid Stepper (TV 1884 Marktheidenfeld)             | Tobias Güttinger (TV Dillingen) Annika Oliwa (TV Dillingen)                                                     |
| 2015 2016 | Noah Gnalian (TuS Geretsried)               | Nicole Schnurrer (TSV Neubiberg-Ottobrunn)   | Thomas Nirschl (TV Dillingen) Felix Hoffmann (TSV Neubiberg-Ottobrunn)                                          | Verena Roth (TSV Neubiberg-Ottobrunn) Nicole Schnurrer (TSV Neubiberg-Ottobrunn)        | Lucas Böhnisch (TSV Neubiberg-Ottobrunn) Nicole Schnurrer (TSV Neubiberg-Ottobrunn)                             |
| 2016 2017 | Hannes Gerberich (TSV 1906 Freystadt)       | Sarah Molodet (TSV Neubiberg-Ottobrunn)      | Felix Künzer (TuS Geretsried) Gregory Schneider (TSV Neubiberg-Ottobrunn)                                       | Annika Oliwa (TV Dillingen) Johanna Reinhardt (Post SV Landshut)                        | Gregory Schneider (TSV Neubiberg-Ottobrunn) Mona Künzer (TuS Geretsried)                                        |
| 2017 2018 | Tobias Güttinger (TV Dillingen)             | Nguyen Xuan Mai (OSC München)                | Lucas Böhnisch (TSV Neubiberg-Ottobrunn) Stefan Waffler (TSV Neubiberg-Ottobrunn)                               | Nicole Schnurrer (TSV Neubiberg-Ottobrunn) Johanna Reinhardt (TSV Neubiberg-Ottobrunn)  | Florian Berchtenbreiter (TV Dillingen) Nicole Schnurrer (TSV Neubiberg-Ottobrunn)                               |
| 2018 2019 | Kevin Feibicke (TSV Neubiberg-Ottobrunn)    | Pia Becher (TSV Neubiberg-Ottobrunn)         | Florian Berchtenbreiter (TV Dillingen) Tobias Güttinger (TV Dillingen)                                          | Nicole Schnurrer (TSV Neubiberg-Ottobrunn) Stefanie Spies (TSV 1906 Freystadt)          | Florian Berchtenbreiter (TV Dillingen) Nicole Schnurrer (TSV Neubiberg-Ottobrunn)                               |
| 2019 2020 | Tobias Güttinger (TV Dillingen)             | Pia Becher (TSV Neubiberg-Ottobrunn)         | Kevin Feibicke (TSV Neubiberg-Ottobrunn) Max Kick (TSV Neubiberg-Ottobrunn)                                     | Pia Becher (TSV Neubiberg-Ottobrunn) Helena Storch (TSV Neubiberg-Ottobrunn)            | Florian Berchtenbreiter (TV Dillingen) Nicole Schnurrer (TSV Neubiberg-Ottobrunn)                               |
| 2020 2022 | nicht ausgetragen                           | nicht ausgetragen                            | nicht ausgetragen                                                                                               | nicht ausgetragen                                                                       | nicht ausgetragen                                                                                               |
| 2022 2023 | Patrick Biechl (TSV Neuhausen-Nymphenburg)  | Ronja Hamm (TSV Haunstetten)                 | Patrick Biechl (TSV Neubiberg-Ottobrunn) Konstantin Dubs (ESV München)                                          | Tatjana Friedrich (ESV Flügelrad Nürnberg) Verena Straus (ESV Flügelrad Nürnberg)       | Stefan Waffler (TSV Neubiberg-Ottobrunn) Tatjana Friedrich (ESV Flügelrad Nürnberg)                             |
| 2023 2024 | Daniel Vonmetz (TSV Haunstetten)            | Riccarda Schobel (TV Unterdürrbach)          | Frank Demmler (TSV Diedorf) Daniel Vonmetz (TSV Haunstetten)                                                    | Sabine Hartmann (TV Unterdürrbach) Riccarda Schobel (TV Unterdürrbach)                  | Jonas Grün (TV Marktheidenfeld) Katrin Köhler (TSV Haunstetten)                                                 |
| 2024 2025 | Steffen Grün (TV Marktheidenfeld)           | Maya Höfle (TSV Neubiberg-Ottobrunn)         | Steffen Grün (TV Marktheidenfeld) Moritz Unz (TV Marktheidenfeld)                                               | Maya Höfle (TSV Neubiberg-Ottobrunn) Mira Hamm (TSV Haunstetten)                        | Jonas Grün (TV Marktheidenfeld) Lara Dollansky (ATSV Erlangen)                                                  |